# Ugo Calise
Ugo Calise (Oratino, 6 maggio 1921 – Roma, 6 agosto 1994) è stato un cantante, compositore e chitarrista italiano noto per aver composto numerose canzoni napoletane di successo.

## Biografia
Figlio del medico e poeta ischitano Aniello Calise e di Luisa Augier, nacque ad Oratino - dove il padre si era trasferito per esercitare la professione di medico - e dove cominciò a studiare chitarra con il maestro Giuseppe Garzia.
Compì gli studi liceali all'istituto Mario Pagano di Campobasso  e poi si iscrisse all'Università di Napoli nella facoltà di chimica farmaceutica, ma a 5 esami dalla laurea lasciò gli studi per dedicarsi alla sua passione di cantautore e musicista.
Iniziò ad esibirsi a Napoli, soprattutto nei ristoranti più in voga. Calise suonava in duo con Don Edoardo, anziano ex primo violino del teatro San Carlo, oppure in un gruppo di cui facevano parte anche il fisarmonicista Ciro Astarita e il sassofonista Tony Grottola. Poi a Ischia, patria di suo padre, dove suonava a "La Conchiglia" in una formazione con Ugo Corvino al pianoforte, Vincenzo Calise alla batteria e alla fisarmonica il jazzista Romano Mussolini con il quale rimase amico per tutta la vita.
Compose molte canzoni napoletane che vennero poi cantate da cantanti partenopei come Nicola Arigliano, Fausto Cigliano, Peppino Gagliardi, Roberto Murolo e Bruno Martino, Peppino di Capri (che venne scoperto e lanciato da lui) o da cantanti nazionali e internazionali come Perry Como, Mina (cantante), Teddy Reno, Caterina Valente e molti altri.
Subito dopo la seconda guerra mondiale si recò per la prima volta negli Stati Uniti dove ebbe modo di incontrare Count Basie con il quale strinse una lunga amicizia.
Dopo un periodo di permanenza negli Stati Uniti, dove si esibì nei club di Chicago, tornò in Italia dove si esibì nei night club più esclusivi di Roma e Milano.
Negli anni '50 torn a Ischia, dove insieme all'amico architetto Sandro Petti, costruirono e gestirono il Rangio Fellone; ritrovo notturno molto frequentato dal jet-set internazionale in vacanza sull'isola. Tra i suoi più assidui frequentatori il regista Luchino Visconti, il grande compositore inglese William Turner Walton, il produttore cinematografico Angelo Rizzoli (con il suo nutrito entourage), il principe D'Assia, l'ambasciatore italiano a Londra Manlio Brosio.
Nel 1954, durante un tour a Londra si esibì davanti alla regina Elisabetta II del Regno Unito in uno spettacolo all'ambasciata italiana al quale assistettero diverse personalità del mondo artistico e politico come gli attori Laurence Olivier, Peter Ustinov e Vittorio De Sica e il ministro britannico Anthony Eden. In quella occasione la regina gradì così tanto la sua musica che gli chiese un bis.
A Londra in quello stesso anno conobbe Daphne Wollastone con cui si sposò poco tempo dopo.
Nel prosieguo della carriera ebbe modo di esibirsi in tutta Europa e nel corso della sua carriera compose diverse canzoni di successo quali "Na voce, na chitarra e ‘o poco ‘e luna", "Nun è peccato!"  "Uè Uè che femmena!", "Cumpagna d''a luna", "L'ammore mio è francese", "Comm'aggia fà", "Occhi di mare", "Uocchie nire nire", "Chitarra mia napoletana", "Canzone antica" e molte altre.
Morì nel 1994 all'età di 73 anni.

## Discografia
78 giri:
1954 - Statte vicino a mme/Nonna nonna a mamma mia (Fonit, 14553)
1955 - 'Na voce  'na chitarra e 'o poco 'e luna/Souvenir d'Italie (Columbia, CQ 3009)
1955 - Varca lucente/Accarezzame (Columbia, CQ 3010)
1955 - 'Na voce  'na chitarra e 'o poco 'e luna/L'ammore mio è francese (Columbia, CQ 3020)
45 giri:
1957 - Maliziusella/'O sole giallo!'Na canzon pe' ffa ammore/Suspiranno 'na canzone (EP, Columbia, SEMQ 36)
1958 - Songo napulitano/Cumpagna d'a luna/'A sonnambula/Tieneme strett' a te (EP, Music, EPM 10117)
1958 - Sott'a luna/'Nnammurammece/O' tuppo/E dimme...ca me vuo' bbene (EP, Music, EPM 10129)
1958 - Torero/Vurria/Tuppe tuppe marescia'/Resta cu'mme (EP, Music, EPM 10142)
1958 - Songo napulitano/Cumpagna d'a luna (Music, 2221x45)
1958 - 'A sonnambula/Tieneme strett' a te (Music, 2222x45)
1958 - Sott'a luna/O' tuppo (Music, 2227x45)
1958 - 'Nnammurammece/E dimme...ca me vuo' bbene (Music, 2228x45)
1958 - Torero/Resta cu'mme (Music, 2236x45)
1958 - Vurria/Tuppe tuppe marescia' (Music, 2237x45)
1958 - Vurria (The Red Record, P.020)
1959 - Resta cu'mme (flexi, Il Musichiere, The Red Record, N 20010)
1959 - Nun me parlate 'e chella/Nun è peccato (Music, 2246x45)
1959 - Vieneme 'nzuonno/Sarrà....chi sa? (Music, 2278x45)
1960 - Torero (The Red Record, P.025)
1960 - Neapolitan twist (flexi, Invernizzina
1961 - Favole di pioggia/Ti regalo la luna (Circus, CN A 9026)
1961 - Chitarra e manuline/È finita l'estate (Circus, CN A 9035)
1962 - Comm'aggia fa/E non ci sei più (Columbia, SCMQ 1635)
1963 - La canzone che piaceva a te/Cin cin all'italiana (Columbia, SCMQ 1642)
1981 - Ischia ammore mio/Sto cercanno 'nu motivo (UC Record, UC 4501)
LP - 10":
1954 - 'Na voce 'na chitarra... (Columbia, QP 4007)
1954 - Ugo Calise canta (Columbia, QP 4009)
1955 - Songs of Siren Land (Angel Records ANG 64022)
195? - Ugo Calise And His Guitar (Columbia S 650)
LP:
1956 - Souvenir of Italy (Angel Records ANG 65027)
1969 - Sette mari (CAM, SAG 9026)
1971 - Cantanapoli (con Rino da Positano) (Signal, SLP 52)
1973 - Mappamondo Vol.1 (CAM, CmL 026)
1973 - Mappamondo Vol.2 (CAM, CmL 027)
1974 - Mappamondo Vol.3 (CAM, CmL 048)
1975 - Napoletanissimevolmente (CAM, SKAG 3007)
1979 - Ugo plays Calise (Fly Record, FR 003)
1983 - Canzoniere napoletano (Lupus, ALULM 325003, box 3 LP)
198? - Canzoniere napoletano Vol. II (Lupus, ALULM 325005, box 3 LP)
CD:
1993 - La Mia Napoli (Erreffe, RF 1008 CD)
1996 - Nun è peccato - Antologia in 4 CD della Canzone Napoletana (Eredi Ugo Calise, UC1-UC2-UC3-UC4)